# Hrabstwo Lincoln (Wirginia Zachodnia)
Hrabstwo Lincoln (ang. Lincoln County) – hrabstwo w stanie Wirginia Zachodnia w Stanach Zjednoczonych. Obszar całkowity hrabstwa obejmuje powierzchnię 438,59 mil² (1135,94 km²). Według szacunków United States Census Bureau w roku 2010 miało 21 720 mieszkańców.
Hrabstwo powstało w 1867 roku.

## Miasta
- Hamlin
- West Hamlin[4]

## CDP

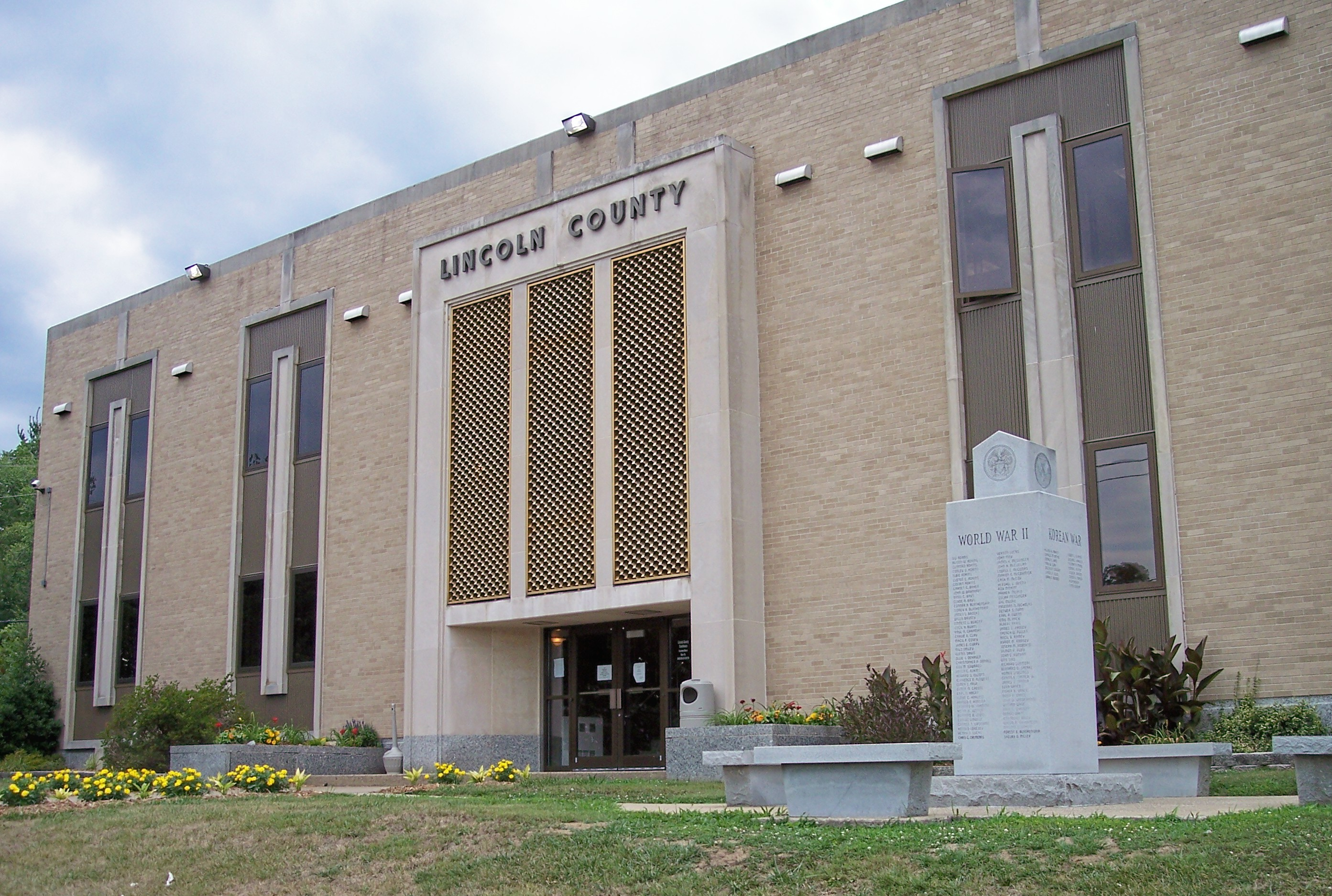
Budynek administracji (courthouse) w Hamlin

- Alum Creek
- Harts[4]

| Populacja hrabstwa w poprzednich latach | Populacja hrabstwa w poprzednich latach |
| Rok                                     | Liczba ludności                         |
| --------------------------------------- | --------------------------------------- |
| 1980                                    | 22 860                                  |
| 1990                                    | 21 382                                  |
| 2000                                    | 22 108                                  |
| 2010                                    | 21 720                                  |